# Berrocal

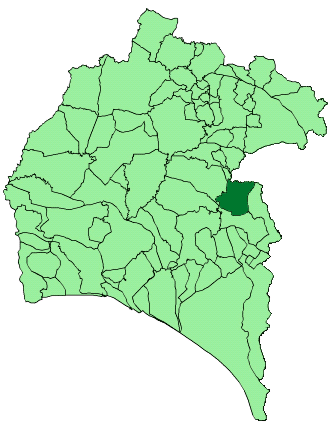
Bản đồ Berrocal, Huelva

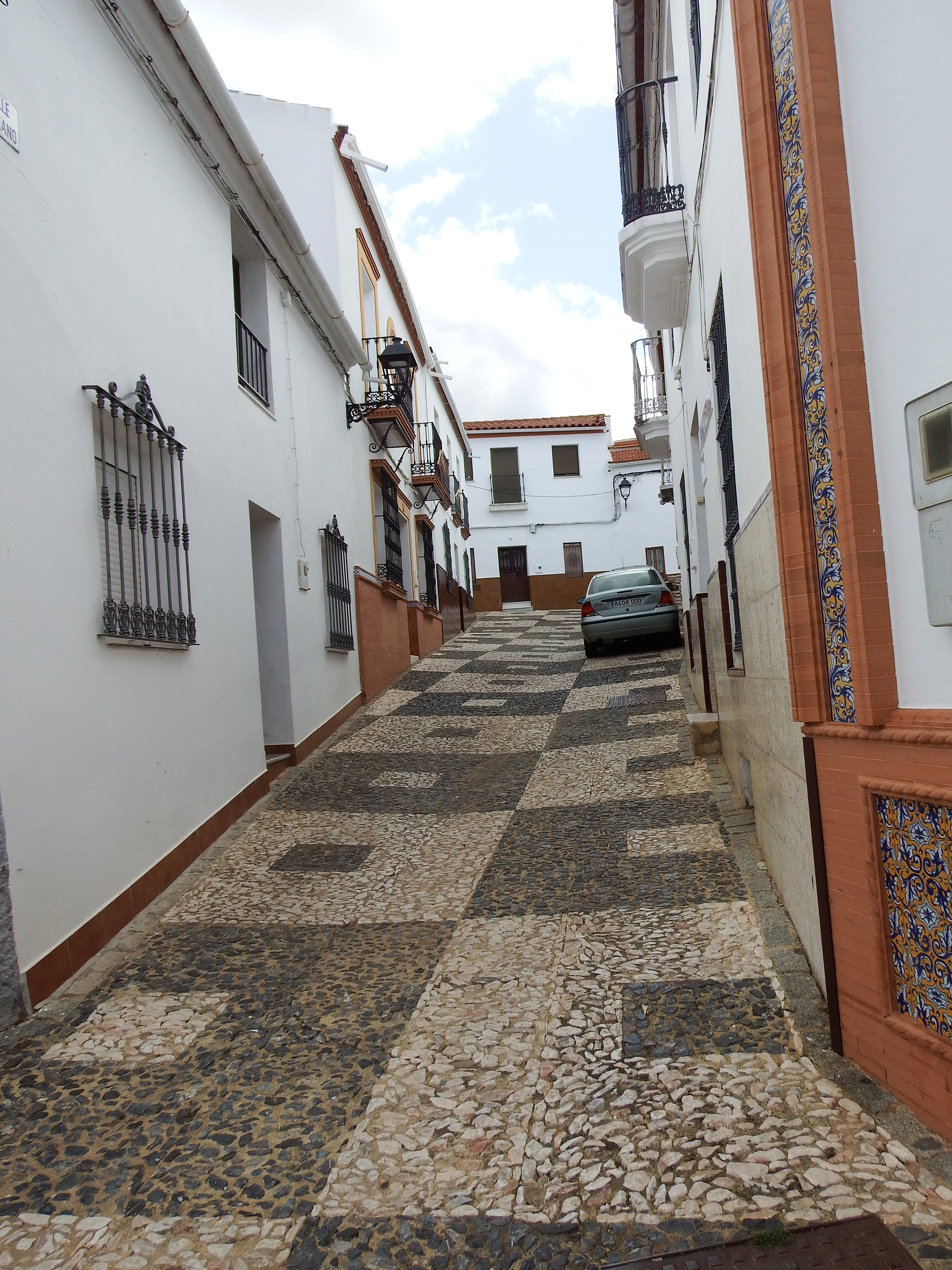

Berrocal là một đô thị ở tỉnh Huelva, Tây Ban Nha. Theo điều tra dân số năm 2005, thị trấn này có 371 dân. Năm 2007, ước dân số là 380 người. Diện tích của thị trấn này là 126 km², mật độ dân số 2,9 người/km². Đô thị này cách tỉnh lỵ Huelva 79 km.

## Dân số
| 1999 | 2000 | 2001 | 2002 | 2003 | 2004 | 2005 |
| ---- | ---- | ---- | ---- | ---- | ---- | ---- |
| 412  | 409  | 394  | 378  | 374  | 371  | 371  |

Nguồn: INE (Tây Ban Nha)